# Przesiadłów (Łódź)
Przesiadłów [pronunciación en polaco: /pʂɛˈɕadwuf/] es un pueblo ubicado en el distrito administrativo de Gmina Ujazd, dentro del Condado de Tomaszów Mazowiecki, Voivodato de Łódź, en Polonia central. Se encuentra aproximadamente a 10 kilómetros al norte de Tomaszów Mazowiecki y a 41 kilómetros al sureste de la capital regional Łódź.